# Nimfej, Aman
Nimfej je delno ohranjen rimski javni vodnjak v Amanu v Jordaniji. Stoji blizu Hashemite Plaza, rimskega gledališča in Odeona, na križišču ulic Ibn al-Atheer in Kureysh, v al-Baladu. Takšni vodnjaki so bili v rimskih mestih zelo priljubljeni in tudi Filadelfija, kot se je Aman imenoval pod Grki in Rimljani, ni bila izjema. Verjame se, da je ta nimfej vseboval bazen na 600 kvadratnih metrih, ki je bil globok tri metre in je bil stalno napolnjen z vodo.

## Zgodovina
Nimfej je bil zgrajen v 2. stoletju pred našim štetjem, v istem obdobju kot bližnje gledališče in odeon.

## Obnova
Septembra 2015 so študentje arheologije z univerze v Jordaniji, univerze Petra in univerze Hašemite ter profesionalni tehniki, ki jih financira ameriško veleposlaništvo, začeli obnavljati najdišče. Njihovo delo je čiščenje kamna in nadomestitev delov kamna, izgubljenih zaradi erozije, razpok in luščenja.